# Kaninisut
Kaninisut  ("KҘ(j)-nj-nśw.t") , "Moje ka je to královské", byl princ, provinciální vládce v pozdním období 4. dynastie, s hlavním sídlem ve starodávném dvojměstí Pe-Dep v deltě Nilu. O jeho původu a období jeho života nejsou žádné informace, pouze se podle charakteru mastaby v západní nekropoli v Gíze usuzuje na konec 4. dynastie, nejblíže době vlády faraona Menkaura.

## Genese

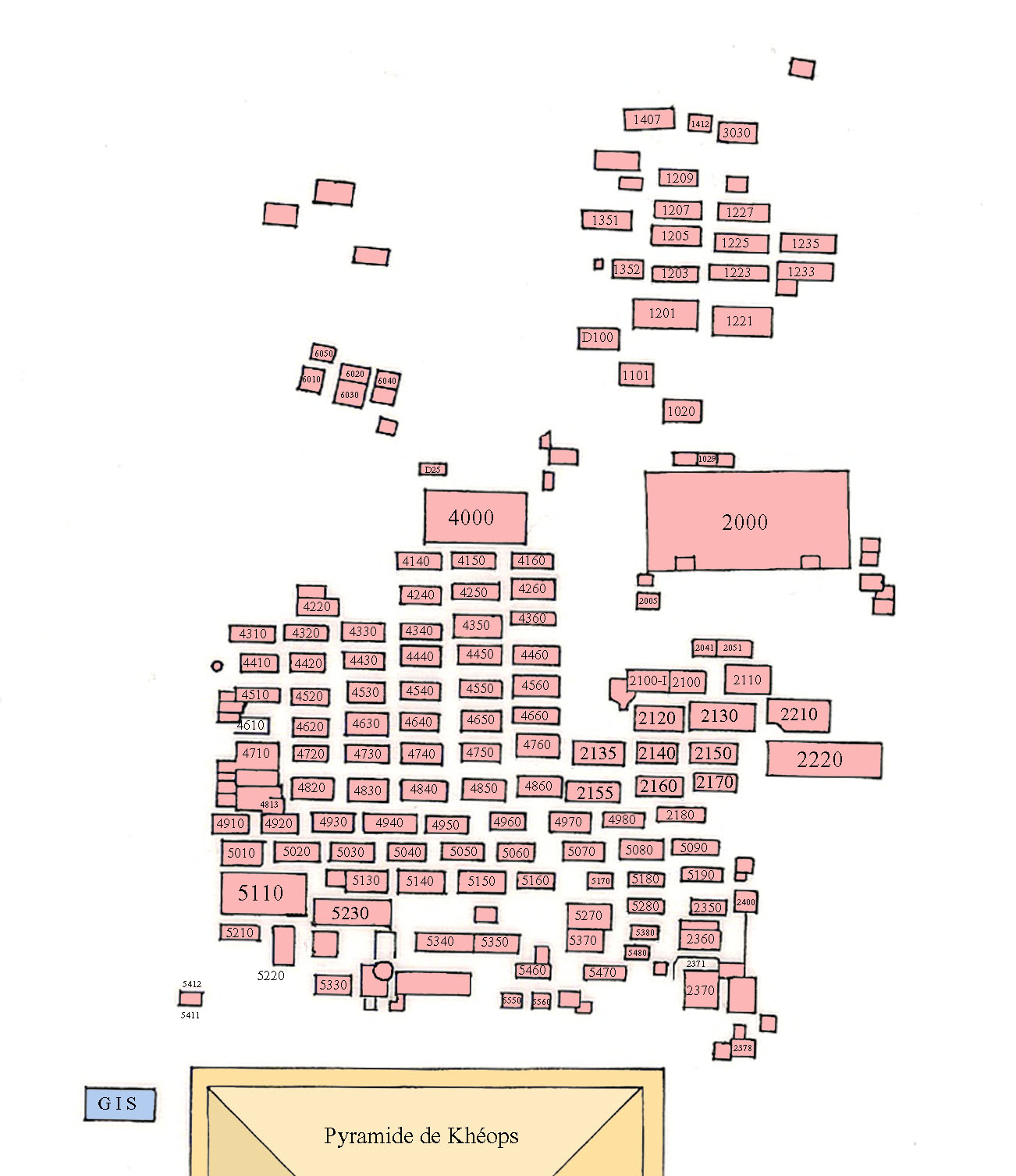
Mapa západní nekropole v Gíze s vyznačenými mastabami 4.- 5. dynastie

"Západní nekropole" v Gíze se rozkládá na západní straně Cheopsovy pyramidy, soustředěná ve dvou uspořádaných řadách mastab. Starší, zbudované jako součást projektu stavby Cheopsovy pyramidy, se řadí za mastabou G 4000 s identifikovaným vlastníkem, hlavním architektem stavby Hemiunem.
 Druhá skupina, řazená severněji v řadě za dominantní mastabou G 2000, je datována do pozdního období IV. dynastie s přesahem až do 5. dynastie.
Zde byla v roce 1913 H. Junkeremodkryta mastaba G 2155  a její identifikovaný vlastník princ Kaninisut. Prvotní průzkum exteriéru, u značně poničené vnější struktury, měl rozměry v délce 24 m a šířce 10,2 m. Vnější stěny jádra budovy tvořily bělavé vápencové bloky, v interiéru nebyly žádné místnosti. Prostor byl zavalen sutí a střepy keramiky. Za vstupem do mastaby se nacházela kaple, jejíž stěny byly pokryty relativně dobře zachovanými reliéfy. Šachta do pohřební komory, ražená až do hloubky ~17 m, končila vstupem do pohřební komory. Její stěny byly obarveny imitací struktury červené žuly. V komoře stál nádherně tvarovaný vápencový sarkofág s krytem zobrazující drážkované spoje a držadla, avšak žádné nápisy či stopy po pohřební výbavě. Za vstupem do mastaby se nacházela kaple (délka 3,8 m šířka 1,5 m), jejíž stěny byly pokryty bohatou reliéfní výzdobou s četnými scénami ze života rodiny a hospodářství Kaninisuta.
 V souladu s udělenou koncesí expedice, byla veškerá výzdoba ze stěn sejmuta, a v roce 1914 legálně převezena do "Kunsthistorische Museum" ve Vídni. Posléze byla po úpravě převezených nálezů v roce 1926 uspořádána do přehledné expozice a zveřejněna.
Historicky se tak Kaninisutovi splnila jeho víra ve věčnou památku tím, že se podařilo zachránit jeho pohřební výzdobu, zobrazující jeho historické zázemí, jeho rodinu, včetně zápisů o jeho životních činnostech, titulech kterými se honosil (kromě jiných) "Královský syn, Kněz Hora, Představitel měst Pe-Dep"

## Kaple
Původní výzdoba kaple, přeinstalovaná ve vídeňském muzeu, si zachovala označení historické směrové orientace S-J, V-Z a je použita i v tomto kontextu.

#### Západní stěna
Západní stěnu kaple pokrýval reliéf zobrazující dvoje nepravé dveře, kterými duše zemřelého Ka vstupuje do podsvětí. Západní orientace měla mytologický význam, byla to nejkratší cesta do podsvětí, kde mrtvého provázel bůh Anúbis. Nad dveřmi je v obou případech architráv s textem prosebníka Kaninisuta k bohu Anúbisovi. Ve střední část rámu je výpis jeho titulů, případně funkcí ve správě panství. Celá figurální scéna má symetricky zobrazené nepravé dveře, kde v čele je sedící Kaninisut u obětního stolu obklopen zásobou potravin. V rámech nad a pod jeho obětní nikou jsou opakující se tituly „Královský syn, Kněz Hora, Představitel měst Pe-Dep“. U dveří vpravo je jeho manželka, symetricky u levých dveří je hlavní písař Wahemka se svítkem papyrusu. Ve střední části je dominantní postava Kaninisuta oděného kůží z pantera, s žezlem v pravé ruce, za ním menší postava jeho ženy Neferhanisut. Oproti této dvojici jsou jeho tři děti, syn a následník Kaninisut II., dcera Vadžethetep a nejmladší syn Hawer. Za nimi jsou postavy čtyř písařů v jejich čele je vrchní písař a správce majetku, již zmíněný Wahemka. Ve spodním registru je řada služebníků přinášející dary do zásob na cestu Keninisuta do podsvětí. Celá tato scéna vyjadřuje význam Kaninisuta, jeho bohatství, četných služebníků a je zprávou pro průvodce na jeho cestě do podsvětí.
 Zvolená kompozice scény na západní stěně s mytologickým podtextem je opakujícím se motivem v řadě obdobných mastab ve 4. dynastii, jako jsou například mastaby v Meidumu Nefermaata a Rahotepa, synů faraona Snofrua. Liší se pouze rozsahem podávané zprávy, včetně jmen aktérů v dílčích obrazech a úrovní uměleckého zpracování. V tomto ohledu je zachovaná výzdoba kaple Kaninisuta dost výjimečná. V této souvislosti, je potřebné se zmínit o postavě hlavního písaře Wahemka,  který sloužil Kaninisutovi coby správce majetku a administrátor, a který se rovněž dopracoval k bohatství tak, že si mohl postavit vlastní hrobku v Gíze D117.  Nápis na architrávu nad vchodem do jeho hrobky, s textem vzývání k Anúbisovi, bohu mrtvých a mumifikace, má nápadnou podobnost s analogickým, jak v kapli Kaninisuta nad nepravými dveřmi. 

Mastaba Giza G 2155, reliéf na západní stěně kaple, Keninsut I. s manželkou Neferhanisut a dětmi- synové Keninisut II., Harwer a dcera Wadjethetep

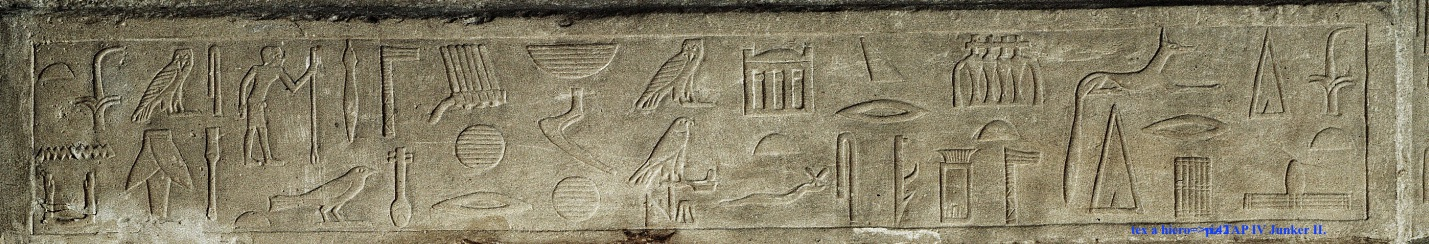
Architráv nad nepravými dveřmi, jižní (levá) strana s textem z modlitby k bohu Anúbisovi

Zápis na architrávu nad nepravými dveřmi (vlevo) v kapli G 2155
"KҘ(j)-nj-nśw.t" (<=čtení))

Kéž se král smiluje a dá, aby Anúbis  mohl jít do čela Boží síně, aby mohl být pohřben na nekropoli
 jako důstojný pán s velkým bohem ve velmi vysokém věku, ṡm-kněz vedoucí ochránce "KҘ(j)-nj-nśw.t"

#### Severní stěna
Severní stěna zobrazuje Kaninisuta s holí a žezlem velmože  oděného leopardí kůží. U jeho pravé nohy je jeho nejmladší syn Hawer, před ním je ve třech registrech skupina písařů, kteří přinášení zprávy o jeho majetku a zapisuji vladařovy příkazy. V horním registru je první řadě již zmíněný Wahemka,  vrchní písař a administrátor (správce majetků ?). Ve spodním registru jsou opět čtyři písaři Sahi, Menekhka, Pehernefer, Rahotep. V horním rámu jsou vyjmenovány Kaninisutovy tituly: Přítel krále, Královský syn, Správce El-Kab, Ochránce tajemství ( krále?), Administrátor města Dep.

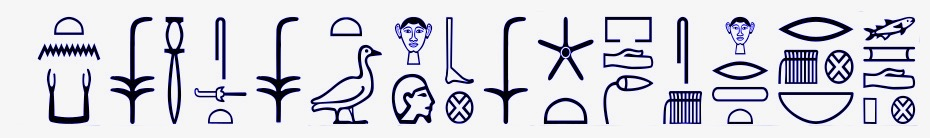
Text v horním rámu reliéfu kaple, severní stěna, mastaba Giza G 2155
(<=čtení)

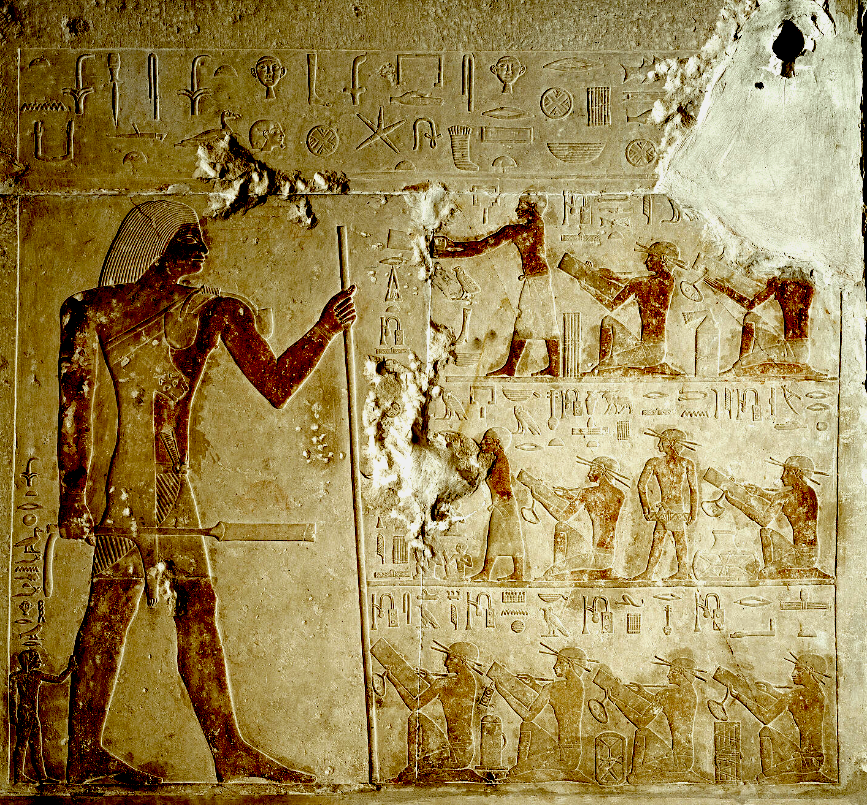
Kaninisut se skupinou písařů

Stěna nad vchodem, obchodní bárky a skupiny služebníků se zbožím a domácími zvířaty

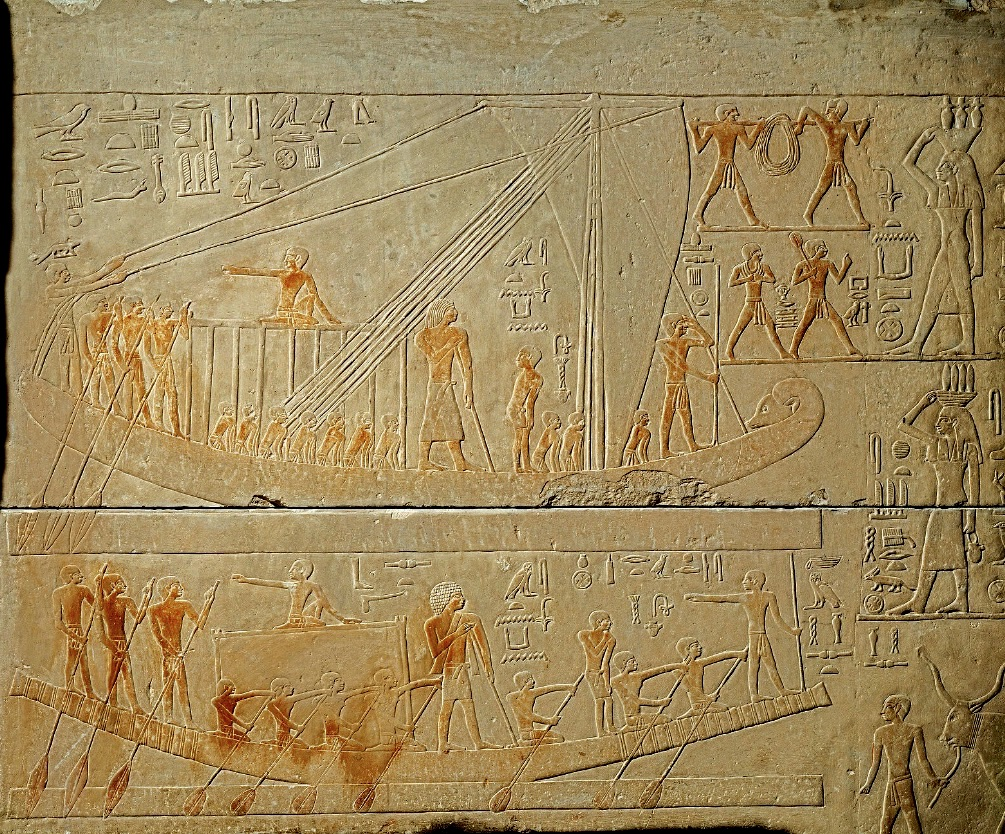
Obchodní bárky s veslaři, nahoře bárka plující z města Dep, dole bárka směřuje do přístavu Heliopolis, uprostřed stojící Kaninisut

#### Východní stěna
Východní stěna vyzobrazuje reálnou scénou dvou bárek, (horní) s posádkou veslařů a vzedmutou plachtou připlouvá do přístavu, jak tím směrem shlíží lodivod Hetepsepet, uprostřed stojí Kaninisut ṡm-kněz v obleku velmože. V levém horním rohu je nápis "příchod z města Dep a příjezd do krásného pole s potravinami". Na břehu služebníci vykládají zboží. Druhá (spodní) bárka ze svázaných svazků papyrusů s podobným osazenstvem, Kaninisut vydávající povely, lodivod Kaemheset ukazuje směr odplouvání s nápisem, "plavba do Heliopolis" s nákladem dobytka (masa) a dalších potravin.
 Symbolika bárek s posádkou nevyjadřuje obřad plavby do podsvětí, spíše je obrazem Kaninisuta jako obchodníka se zbožím po Nilu ze severu na jih, jak vyplývá z jeho titulů "administrátor města Dep" v dolním Egyptu a "správce města El-Kab".  v horním Egyptu.
 Junker k tomu uvádí, že vlastně se nic neví jaký byl význam těchto plaveb v egyptském náboženství. Jasná je jen jedna věc, a to že zde nemají nic společného s uctíváním mrtvých, jak bylo obvyklé v zápisech až v pozdějším období, kdy byl středobodem bůh Osiris, bůh zemřelých. Jméno tohoto boha se v nápisech objevuje teprve z pozdní doby vlády 5. dynastie.

#### Jižní stěna
Jižní stěna kultovní komory Kaninisuta obsahuje podrobný seznam votivních obětí. Na rozdíl od inventárních nabídkových seznamů, které uvádějí nádoby, nábytek, oděvy a další předměty z hrobového inventáře, rituální nabídkové seznamy písemně zaznamenávají ty obětiny a rituální úkony, které měly zajistit nadpozemskou existenci zesnulého, jako součást smrti a obětní rituál, který se u hrobu pravidelně odehrával. Seznam obětí začíná vpravo nahoře potřebami pro rituálních obřady a postupy, které má kněz za zemřelého provádět. Zahrnují zametání a polévání vodou, aby se místo uctívání vyčistilo. Mezi další úvodní obřady patří mytí rukou, pálení kadidla a poskytování sedmi svatých olejů pomazání a také líčidel. Následuje podrobný seznam všech jídel a nápojů, které by měly být předloženy zesnulému v určitém pořadí, včetně různých druhů chleba a koláčů, kusů masa, drůbeže, ovoce a zeleniny. Zápis obsahuje 73 položek různých produktů, jak uvádí Junker, se v podobné skladbě opakují i v dalších mastabách z daného období a v dané lokalitě, jakoby určitý standard. Jsou to například mastaby Kaninisut II. (G 2156 ), Wahemka (D 117)

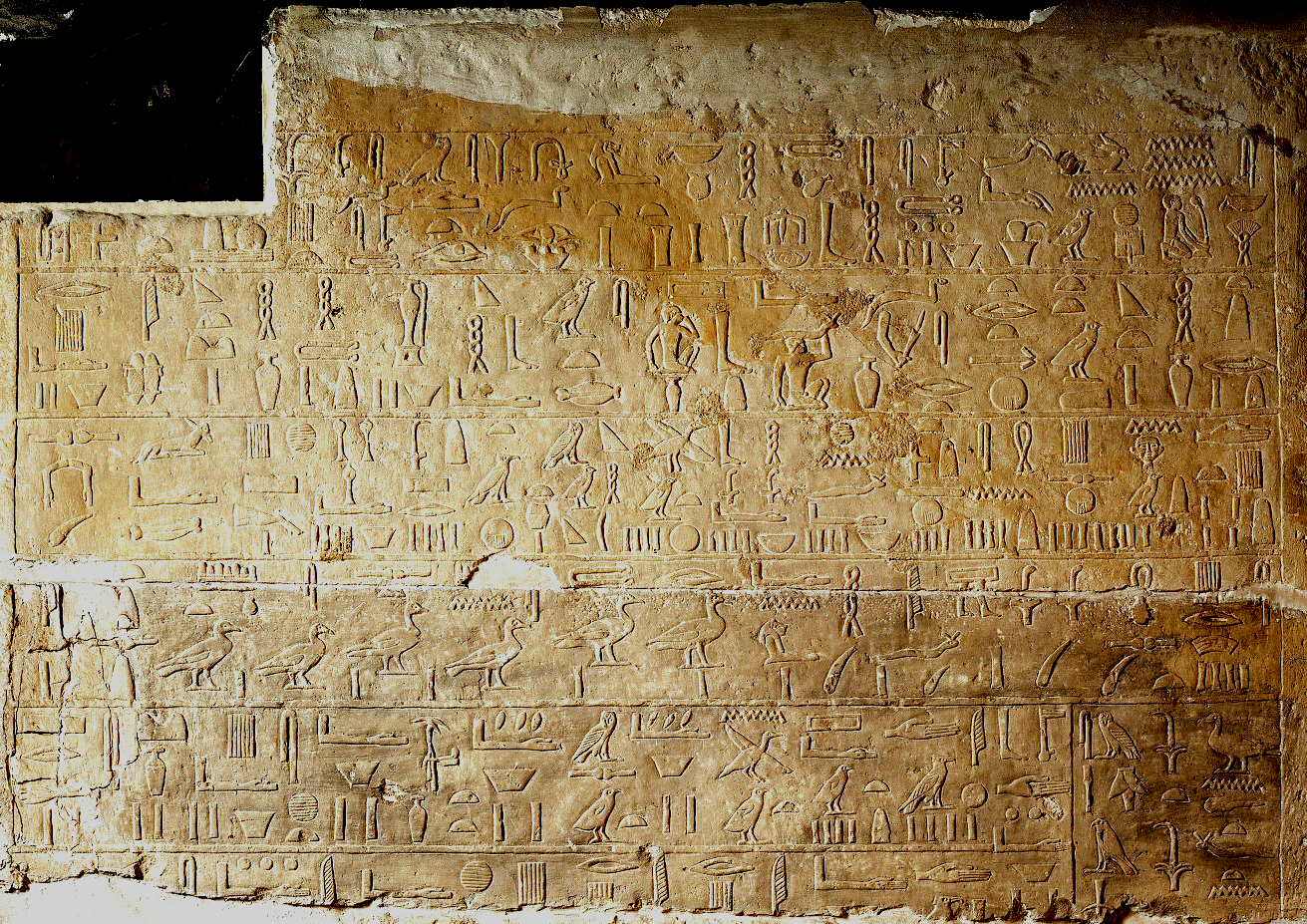
Zásoby různých rituálních potřeb a potravin pro cestu do záhrobí

## Epilog
Zachovaná výzdoba z kaple mastaby Kaninisuta v západním nekropoli v Gíze (G 2155) poskytuje neobvykle ucelený umělecký celek vypovídající o životě velmože v posledním období 4. dynastie. Je to pohled velmože na vyznávání víry v posmrtný život v tehdejší době, který zároveň prezentuje svůj živý svět, svoje bohatství, rodinu s manželkou a dětmi, s četnými služebníky jeho hospodářství. Dokládá to svými tituly ve vztahu ke královskému rodu, svými pozicemi v řízení a správě rozsáhlého majetku. Je pozoruhodné, že všem zobrazeným postavám nechává připsat jejich reálné jméno, když zejména zdůrazňuje postavu svého vrchního správce, písaře Wahemky, včetně jeho podřízených písařů, kteří demonstrují funkci hospodářské administrace, která se v období stavby velkých pyramid v Gíze rozvinula do efektivního aparátu a funkčního logistického sytému. Kaninisut neopomenul ani svoji obchodní aktivitu, zobrazením symbolů dvou bárek dopravujících zboží po Nilu. Mastaba Kaninisuta tak byla koncipována, kromě záhrobního rituálu, také jako odkaz svým následníkům, synovi Kaninisutovi II. a vnukovi Kaninisutovi III., kteří si své podstatně skromnější hrobky přistavěli k mastabě otce (G 2156, G 2156a). V bostonském Muzeu výtvarného umění se nachází několik fragmentů z hrobky G 2156 připisované Kaninisutovi II., mezi jinými římsa nad vchodem se zachovaným nápisem adorace k bohům 

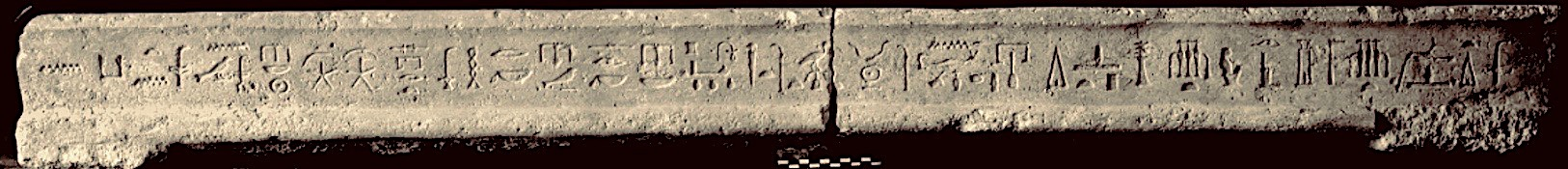
Fragment římsy z hrobky G 5160, připisované Kaninisutovi II.

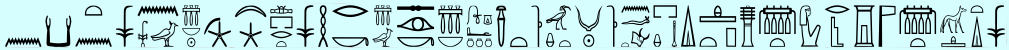
Přepis nápisu na fragmentu římsy hrobky G 5160
(<=čtení)

Dary které dávají král a Anúbis z božího stánku Osirise, pro novoroční svátek  Thovta, festival radosti velkého plamene,
 procesí Min každý den, ten z deseti největších v Horním Egyptu KҘ(j)-nj-nśw.t (II.)